# Ielovka (Krasnoiarsk)
|  | Per a altres significats, vegeu «Ielovka». |

Ielovka (en rus: Еловка) és un poble del krai de Krasnoiarsk, a Rússia, que en el cens del 2010 tenia 584 habitants. Pertany al districte de Balakhtà.